# Zuiderkroon

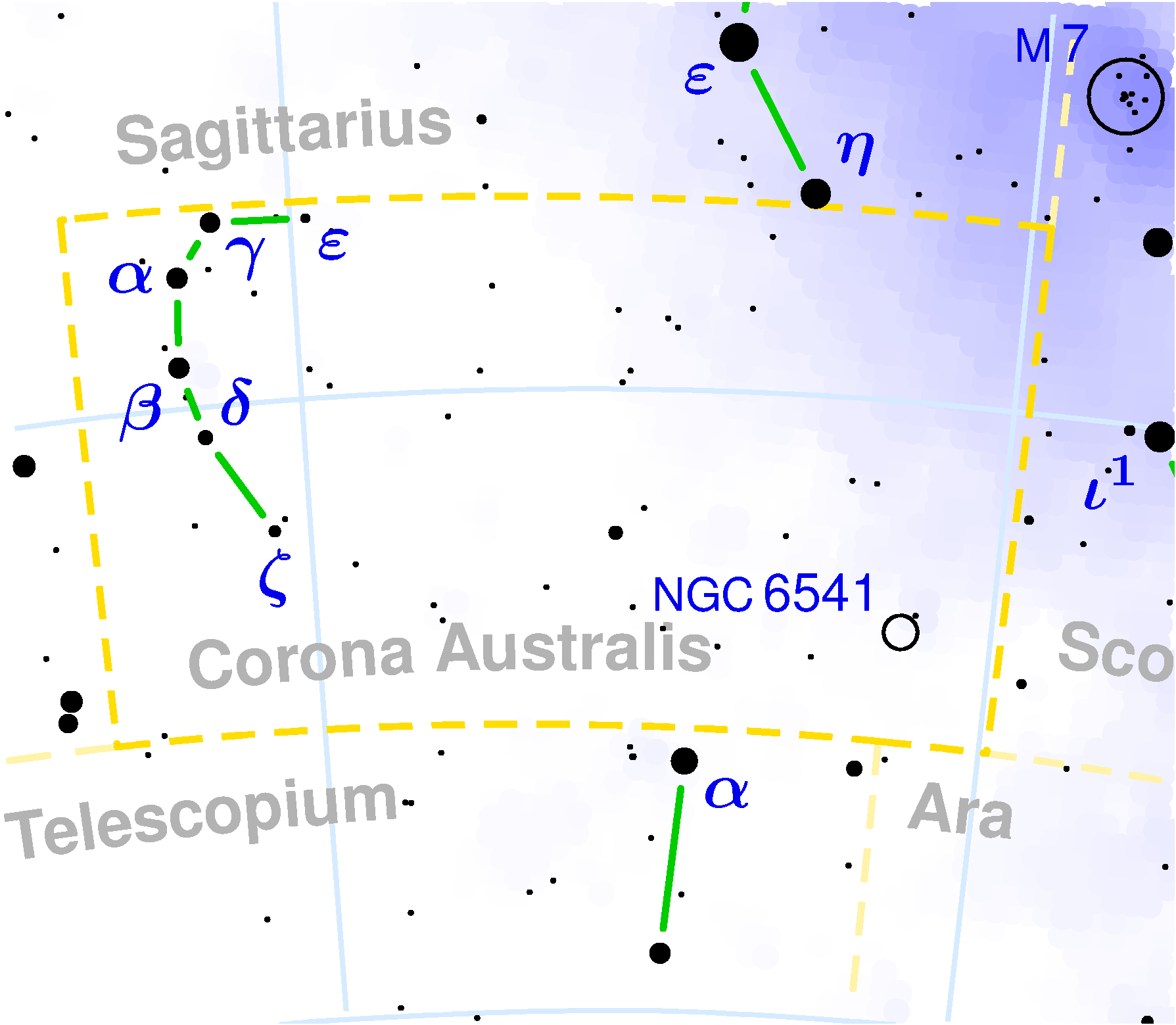
Kaart van het sterrenbeeld Zuiderkroon.

Zuiderkroon (Corona Australis, afkorting CrA) is een klein sterrenbeeld aan de zuiderhemel, liggende tussen rechte klimming 17u55m en 19u20m en tussen declinatie −37° −46'. Het noordelijkste gedeelte van dit sterrenbeeld kan vanaf de breedte van de Benelux nog worden waargenomen, net boven de zuidelijke horizon.

## Sterren
(in volgorde van afnemende helderheid)
- Alfecca Meridiana (α, alpha Coronae Australis)

## Zichtbaarheid van het noordelijkste gedeelte van de Zuiderkroon vanuit de Benelux
De ster Gamma Coronae Australis (γ Coronae Australis, γ CrA) is de noordelijkste heldere ster van het sterrenbeeld Zuiderkroon, en klimt in de Benelux tot 2 graden boven de zuidelijke horizon. Enkel tijdens omstandigheden met zéér transparante nachthemel en vanaf een hoger gelegen waarnemingsplaats met vlakke horizon, zonder storende kunstmatige nachtverlichting (vooral in zuidelijke kijkrichting) kunnen pogingen ondernomen worden om Gamma CrA waar te nemen. Ongeveer 1 graad ten zuidoosten van Gamma CrA staat Alpha CrA (α CrA, Alfecca Meridiana), een ster met dezelfde helderheid als Gamma CrA. De kans dat Alpha CrA kan waargenomen worden is uiterst klein (deze ster klimt tot 1 graad boven de zuidelijke horizon). De zich op 1 graad noordwestelijk van Alpha CrA bevindende ster Gamma CrA kan tijdens dit soort waarnemingen dienst doen als gidsster.

## Bezienswaardigheden in de Zuiderkroon

### New General Catalogue(NGC)
NGC 6541, NGC 6726, NGC 6727, NGC 6729, NGC 6768-1, NGC 6768-2
Op ongeveer een halve graad ten westnoordwesten van het nevelcomplex NGC 6726/ 6727/ 6729, net over Eugène Delporte's grenslijn naar het sterrenbeeld Boogschutter, is de bolvormige sterrenhoop NGC 6723 te vinden.

### Index Catalogue(IC / I)
IC 1297: planetaire nevel waar de veranderlijke ster RU Coronae Australis deel van uitmaakt, ten oostzuidoosten van β Coronae Australis. Deze planetaire nevel werd in 1894 ontdekt door Williamina Fleming.
IC 4808: extragalactisch stelsel tegen het oostelijk gedeelte van de grenslijn naar het zuidelijker gelegen sterrenbeeld Telescoop. Dit extragalactisch stelsel werd in 1900 ontdekt door DeLisle Stewart.
IC 4812: gasnevel in de buurt van het complex NGC 6726/ 6727/ 6729. Deze gasnevel werd in 1899 ontdekt door DeLisle Stewart.

## Begrenzing
Van de door Eugène Delporte en de Internationale Astronomische Unie (IAU) vastgelegde begrenzingen rond de 88 erkende sterrenbeelden heeft de begrenzing rond het sterrenbeeld Zuiderkroon de eenvoudigste en geometrisch meest herkenbare vorm. Delporte koos voor de begrenzing bestaande uit slechts 4 zijden. Dit soort begrenzing is ook te zien rond de sterrenbeelden Grote Hond, Kameleon, Microscoop, Schild, Sextant, Telescoop, Vliegende Vis, Zuiderkruis en Zuidervis.

## Aangrenzende sterrenbeelden
(met de wijzers van de klok mee)
- Boogschutter (Sagittarius)
- Schorpioen (Scorpius)
- Altaar (Ara)
- Telescoop (Telescopium)

## Vernoeming
In de Antwerpse wijk Zuid is een zaal naar dit sterrenbeeld vernoemd. In de Zuiderkroon worden events, optredens en jaarlijks een operette georganiseerd. In 2006 was dat Im weissen Rössl van Ralph Benatzky.